# Jasmin Gélinas
Pour les articles homonymes, voir Gélinas.
Jasmin Gélinas (né le 1er avril 1979 à Drummondville au Canada) est un joueur canadien de hockey sur glace.

## Carrière de joueur
Il commence sa carrière en 1995 aux Voltigeurs de Drummondville en LHJMQ. Lors de la saison 2002-2003, il rejoint le club de Briançon en Ligue Magnus. Après un retour d'une saison en Amérique du Nord, il revient au Briançon APHC. Le 5 janvier 2005, lors de la rencontre opposant son équipe à Mulhouse, il en vient aux mains avec Steve Montador. Quelques minutes plus tard, il fait un malaise sur le banc de la pénalité et ne reviendra pas sur la glace. Depuis ce jour, il n'a plus joué au hockey en professionnel.
Il poursuit une carrière d’entraîneur-chef, depuis quelques années, au sein des Sénateurs du collège St-Bernard de Drummondville.

## Statistiques
Pour les significations des abréviations, voir Statistiques du hockey sur glace.
| Saison    | Équipe                      | Ligue        |    | Saison régulière | Saison régulière | Saison régulière | Saison régulière | Saison régulière |   | Séries éliminatoires | Séries éliminatoires | Séries éliminatoires | Séries éliminatoires | Séries éliminatoires |
| Saison    | Équipe                      | Ligue        | PJ | B                | A                | Pts              | Pun              | PJ               | B | A                    | Pts                  | Pun                  |                      |                      |
| 1995-1996 | Voltigeurs de Drummondville | LHJMQ        | 61 | 1                | 15               | 16               | 49               |                  |   |                      |                      |                      |                      |                      |
| 1996-1997 | Voltigeurs de Drummondville | LHJMQ        | 62 | 9                | 15               | 24               | 89               |                  |   |                      |                      |                      |                      |                      |
| 1997-1998 | Voltigeurs de Drummondville | LHJMQ        | 67 | 5                | 31               | 36               | 126              |                  |   |                      |                      |                      |                      |                      |
| 1998-1999 | Mooseheads d'Halifax        | LHJMQ        | 59 | 7                | 36               | 43               | 80               | 5                | 1 | 2                    | 3                    | 2                    |                      |                      |
| 1999-2000 | Mooseheads d'Halifax        | LHJMQ        | 72 | 17               | 70               | 87               | 64               | 10               | 3 | 5                    | 8                    | 12                   |                      |                      |
| 2000-2001 | Université Dalhousie        | CIAU         | 23 | 5                | 13               | 18               | 54               |                  |   |                      |                      |                      |                      |                      |
| 2001-2002 | Université Dalhousie        | SIC          | 28 | 5                | 21               | 26               | 24               |                  |   |                      |                      |                      |                      |                      |
| 2002-2003 | Briançon                    | Super 16     | 21 | 3                | 12               | 15               | 12               |                  |   |                      |                      |                      |                      |                      |
| 2003-2004 | Stars de Columbus           | UHL          | 34 | 5                | 12               | 17               | 28               |                  |   |                      |                      |                      |                      |                      |
| 2003-2004 | RiverKings de Memphis       | LCH          | 19 | 4                | 6                | 10               | 10               |                  |   |                      |                      |                      |                      |                      |
| 2004-2005 | Briançon                    | Ligue Magnus | 20 | 3                | 12               | 15               | 42               |                  |   |                      |                      |                      |                      |                      |